# Paraíso do Tocantins
Paraíso do Tocantins est une ville brésilienne du centre de l'État du Tocantins. Sa population était estimée à 40 290 habitants en 2007. La municipalité s'étend sur 1 297 km2.

## Maires
| Période | Période | Identité                | Étiquette | Qualité |
| ------- | ------- | ----------------------- | --------- | ------- |
| 2004    | 2008    | Arnaud de Souza Bezerra | PMDB      |         |
| 2008    | 2012    | Paulo Tavares           | PR        |         |